# Katalin Kovács
Katalin Kovács (n. 29 februarie 1976, Budapesta, Republica Populară Ungară) este o caiacistă ce a reprezentat Ungaria, medaliată olimpică. A participat la 4 ediții ale Jocurilor Olimpice (2000, 2004, 2008, 2012) în care a câștigat 3 medalii de aur și 5 medalii de argint.